# 티모페이 랍신
티모페이 알렉세예비치 랍신(러시아어: Тимофе́й Алексе́евич Лапши́н, 1988년 2월 3일~)은 러시아 출신의 대한민국의 바이애슬론 선수이다. 주민등록상 한국 이름은 랍신티모페이이다.
2016년 러시아에서 대표팀 선발 과정에서 파벌 경쟁에서 밀려났다고 생각하던 무렵 대한바이애슬론연맹의 귀화 제의를 받고 대한민국으로 귀화하기로 결정했고, 2017년 2월 27일 대한민국 법무부로부터 특별귀화 허가를 받아 대한민국 국적을 얻었다. 한국어 통역 없이 훈련을 이어나가며 2018년 동계 올림픽을 준비했고, 2018년 동계 올림픽에 참가해 남자 10km 경기에서 16위에 오르며 대한민국 바이애슬론 선수로는 동계 올림픽 최고 순위를 기록했으며, 12.5km 경기에서 22위를, 20km 경기에서 20위를 기록했다.

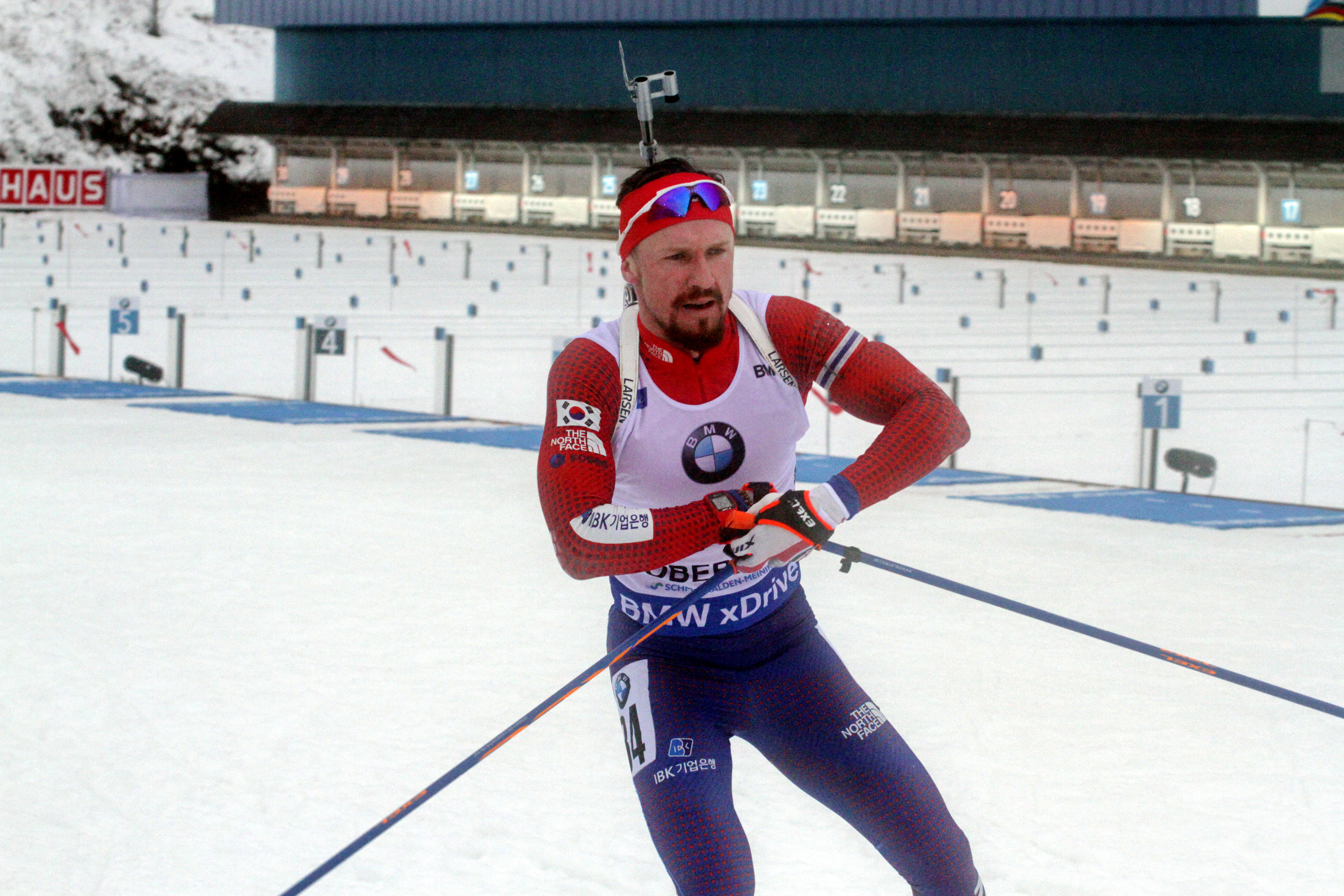
2018년 오버호프 월드컵 당시의 랍신